# هاليد عضوي

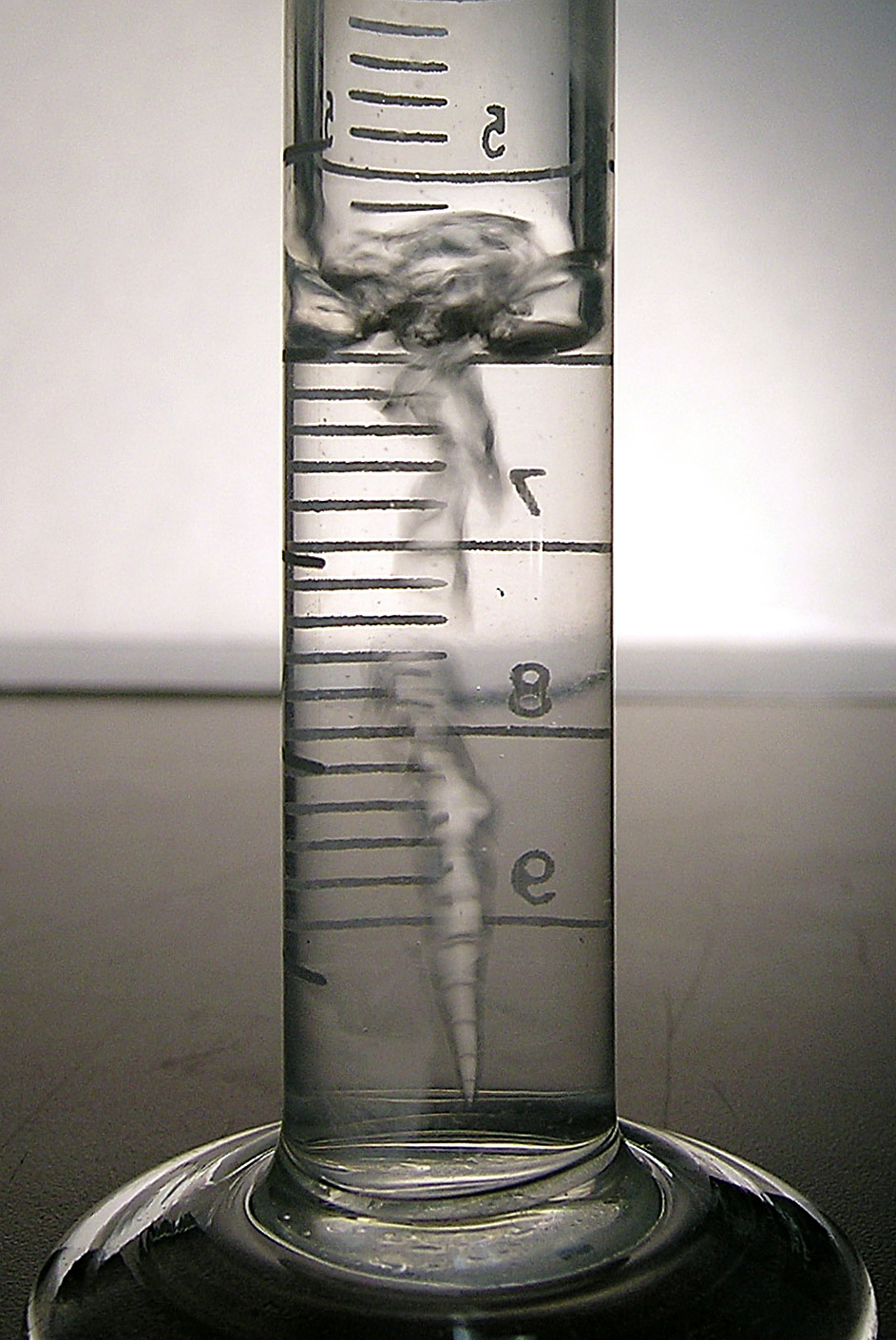

الهاليدات العضوية (أو الفحم الهالوجيني) هي مركبات هيدروكربونية تحتوي على ذرة هالوجين واحدة أو أكثر، وهي مشتقة من الألكانات أو من المركبات الأروماتية. وتأخذ الصيغة العامةR-Xحيث تعبر R عن مجموعة الكيل أو أريل وتعبر X عن ذرة هالوجين  وتكون ذرة الكربون مرتبطة مع إحدي ذرات المجموعة السابعة (الفلور، الكلور، البروم، اليود.وجميع أنواع ذرات الهالوجين.